# رامشتاین
رامشتاین (به آلمانی: Rammstein) نام یکی از گروه‌های مطرح آلمانی در زمینهٔ موسیقی اینداستریال متال، هوی متال، و به‌ویژه سبک به‌خصوص خودشان، نویه دویچه هرته یا دنس متال است. آهنگ‌های این گروه بیشتر از روی صدای بم و قوی خواننده‌شان همراه با سبک صنعتی‌شان و البته زبان آلمانی شان شناخته می‌شود. گروه Rammstein (رامشتاین) سال ۱۹۹۴ پا گرفت. نام گروه البته با یک m اضافه برداشتی از حادثه‌ای در آلمان غربی است که تراژدی مرگ ۸۰ نفر از اهالی در آن جا شکل گرفت. در طول سال‌های فعالیت این گروه، اعضای شش نفرهٔ گروه هیچ‌گاه تغییر نکرده است.
تیل لیندمان که روزگاری قهرمان شنای المپیک بود خوانندهٔ این گروه است. آلبوم اول گروه با عنوان قلب‌درد (Herzeleid) نامشان را مطرح می‌کند و گروه شهرتی به هم می‌زند. گروه در خارج از آلمان هم به شهرت می‌رسد و سراسر اروپا با نام رامشتاین آشنا می‌شود.
رامشتاین در طول این سال‌ها دامنهٔ شهرت خود را افزایش داده و سعی کرده با نمایش‌هایی غیرمنتظره وجهه‌ای قابل توجه از موسیقی هوی متال آلمان را به دید عموم بگذارد.

## پیشینه

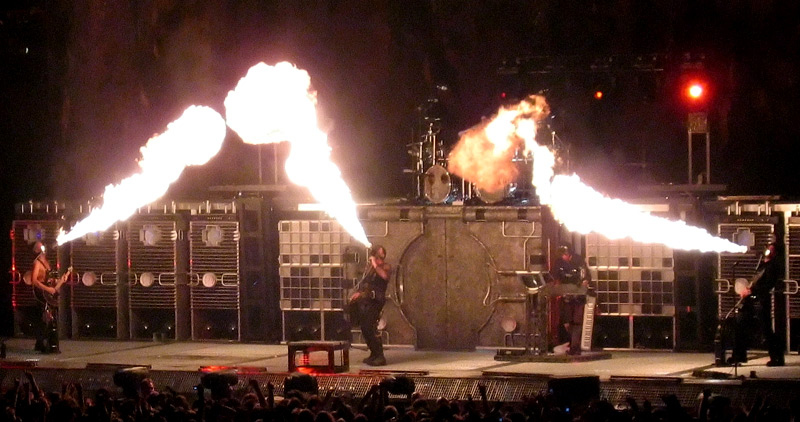

رامشتاین یکی از معروف‌ترین گروه‌های متال و اینداستریال متال دنیاست که در سال ۱۹۹۴ در آلمان تشکیل شد. آغاز کار آن‌ها به سال ۱۹۸۹ بازمی‌گردد جایی که گیتاریست کنونی گروه ریچارد کروسپه با فرار به آلمان غربی گروهی با نام ارگاسم دث گیمیک را تشکیل داد.
در آن برههٔ زمانی او به شدت تحت تأثیر موسیقی آمریکایی و به‌خصوص گروه کیس بود. پس از خراب شدن دیوار برلین او دوباره به شورین بازگشت جایی که تیل لیندمان خوانندهٔ کنونی گروه به کار بافندگی سبد مشغول بود و در گروه فرست آرش درامر بود. در آن زمان ریچارد با آلیور ریدل بیسیست کنونی گروه که آن موقع در گروه The Inchtabokatables بود و کریستف «دُوم» اشنایدر درامر کنونی گروه که آن موقع در گروه Die Firma بود، زندگی می‌کرد. آنجا ریچارد به این نکته رسید که موسیقی که می‌ساخته او را ارضا نمی‌کند و به نظرش مطلوب نیست.

ریچارد کروسپه به‌دنبال صدایی شبیه صدای ماشین کمباین در خیالاتش بود.
این سه نفر با این زمینه‌ها شروع به کار روی پروژه‌ای جدید کردند. ریچارد خیلی زود فهمید که انجام دو کار یعنی نوشتن موسیقی و شعر با هم خیلی سخت و مشکل است. از این رو از لیندمان خواست که به عضویت رامشتاین در آید. ریچارد اولین بار زمانی لیندمان را کشف کرد، که او در حال آواز خواندن هنگام انجام کار بود.
اما نام گروه برگرفته از حادثه‌ایست که در ۲۸ اوت ۱۹۸۸ در شهری کوچک به نام رام‌اشتاین-میزنباخ در نزدیکی کایزرسلاوترن روی داد. در جریان این رویداد در یک نمایش هوایی در برابر چشمان ۳۰۰ هزار بیننده، در یکی از پایگاه‌های هوایی متعلق به ایالات متحده آمریکا در آلمان در حالی که دو گروه از خلبانان ایتالیایی قصد ایجاد تصویر قلب در آسمان را داشتند به هم برخورد کردند. در این حادثه، ۶۷ تماشاگر و ۳ خلبان کشته و ۳۴۶ نفر به‌طور جدی مصدوم شدند. نام گروه با یک m اضافه برداشتی از آن حادثه است.

## اعضای گروه
اعضای گروه عبارتند از:
- تیل لیندمان (آواز)
- ریچارد کروسپه (هم‌خوان و گیتار لید)
- پال لندرز (هم‌خوان و گیتار ریتم)
- آلیور ریدل (اُولی) (گیتار بیس)
- کریستف اشنایدر (دُوم) (درامز و پرکاشن)
- کریستن لورنز (فلِیک) (کیبورد)

- تیل لیندمان
- ریچارد کروسپه
- پل لندرز
- الیور ریدل
- کریستف اشنایدر
- کریستین لورنز

## سبک
سبک موسیقی این گروه دنس‌متال (متال رقص) است. ترانه‌های این گروه اکثراً به زبان آلمانی نوشته شده‌اند. لیبل این گروه «گروه موسیقی یونیورسال» است که چهارمین لیبل آن‌ها از زمان شکل‌گیریشان تاکنون محسوب می‌شود. با این که ترانه‌های رامشتاین منحصراً به زبان آلمانی است اما گروه در تمام دنیا طرفدار دارد و این نشان دهندهٔ ارزش کار آن هاست.
اگرچه خیلی‌ها ژانر موسیقی رامشتاین را نویه دویچه هرته (شدت جدید آلمانی) می‌دانند، ولی باید گفت، موسیقی رامشتاین ترکیبی از سبک‌های هارد راک صنعتی، هوی‌متال و موسیقی الکترونیک است که تحت تأثیر موسیقی پاپ، راک پانم و راک گوتیک قرار گرفته و در آن از کیبورد و حتی پیانو هم استفاده می‌شود. گروه تحت تأثیر کار گروه اسلوونیایی لایباخ (Laibach) قرار دارد که سبک آن‌ها نوکلاسیک و صنعتی است. همچنین گروه‌های اومف! و مینستری. اما اگر به آهنگ‌هایی مانند Du riechst so gut, Bestrafe mich, Ohne dich و Te quiero Puta! گوش کنیم و منحصراً آن‌ها را با هم مقایسه کنیم به سختی می‌توانیم سبک رامشتاین را حدس بزنیم. اگرچه حقیقتاً سبک آن‌ها به صنعتی نزدیک‌تر است.

## آلبوم‌ها
- قلب‌درد (۱۹۹۵)
- اشتیاق (۱۹۹۷)
- مادر (۲۰۰۱)
- برخیز، برخیز (۲۰۰۴)
- رز قرمز (۲۰۰۵)
- عشق برای همه است (۲۰۰۹)
- بی‌نام (۲۰۱۹)
- زمان (۲۰۲۲)

### اشعار
تقریباً تمام ترانه‌های رامشتاین به زبان آلمانی سروده شده‌اند. اگرچه گروه تاکنون نسخه‌های انگلیسی Engel (فرشته)، Du Hast (تو داری) و Amerika (آمریکا) هم توسط گروه ضبط شده‌اند. علاوه بر این بعضی آهنگ‌های رامشتاین مانند Amerika (آمریکا)، Stirb nicht vor mir (تا من نمردم نمیر) و Moskau (مسکو) فقط شامل اشعار آلمانی نمی‌شوند و در آن‌ها حتی از اشعار روسی نیز استفاده شده و Te quiero puta! (می‌خواهمت روسپی!) هم کاملاً به اسپانیایی سروده شده است. آلیور ریدل بیس‌نواز گروه در این مورد می‌گوید: «زبان آلمانی، به درد موسیقی هِوی متال می‌خورد. فرانسوی زبان عشق است ولی آلمانی زبان خشم و عصبانیت.» اشعار رامشتاین توسط خوانندهٔ آن‌ها سروده می‌شود.